# Topolino, Paperino, Pippo: I tre moschettieri
Topolino, Paperino, Pippo: I tre moschettieri (Mickey, Donald, Goofy: The Three Musketeers) è un film d'animazione direct-to-video del 2004 diretto da Donovan Cook. Come indica il titolo, il film ha come protagonisti Topolino, Paperino e Pippo e si ispira liberamente al romanzo del 1844 I tre moschettieri di Alexandre Dumas. 
In questo film, Topolino, Paperino e Pippo (protagonisti in numerosi cortometraggi dagli anni '30) appaiono insieme per la prima volta in un lungometraggio. Tale adattamento fu già pianificato negli anni '80.
Il film è stato prodotto dalla DisneyToon Studios e distribuito in America del Nord in VHS e DVD-Video il 17 agosto 2004.
Il film ha ricevuto recensioni generalmente contrastanti da parte della critica, con elogi per i numeri musicali, le sequenze d'azione e la fedeltà al materiale originale, ma è stato criticato su altri aspetti.

## Trama
Il narratore di uno spettacolo televisivo cade in una botola poco prima dell'inizio dello spettacolo. Il Trovatore, una tartaruga che ama le canzoni, viene perciò invitato a raccontare al pubblico una storia all'ultimo minuto; in preda al panico, inizia quindi a leggere l'albo a fumetti che ha in mano.
Topolino, Paperino e Pippo sono tre poveri monelli di strada; un giorno, durante un tentativo di rapina da parte della Banda Bassotti, vengono salvati dai moschettieri reali Athos, Porthos, Aramis e D'Artagnan. A Topolino viene donato uno dei loro cappelli, ispirando i tre a seguire il desiderio di diventare moschettieri; molti anni dopo però, Topolino, Paperino e Pippo sono dei goffi ed umili sguatteri del quartier generale dei moschettieri e il loro sogno è ancora lontano. Un giorno il trio, combinando un disastro, fa arrabbiare il comandante dei moschettieri, il prepotente capitano Pietro, il quale risponde loro con rabbia e disprezzo che non potranno mai diventare moschettieri perché Paperino è un codardo, Pippo è un babbeo e Topolino è troppo basso.
Nel frattempo, al palazzo reale di Parigi, la principessa Minni e la sua dama di compagnia Paperina discutono affinché lei trovi il suo principe azzurro che sia di sangue reale, ma la prima risponde alla seconda che non può sposare un uomo che non ama. Mentre Minni è nel giardino, la Banda Bassotti lancia una cassaforte contro di lei, mancandola per pochi millimetri; la banda si rivela in seguito essere al servizio di Pietro, che vorrebbe rapire la principessa per impossessarsi del trono e diventare re, tutto questo prima della sera del giorno dopo, quando ci sarà l'opera; ad aiutarli c'è anche la crudele tenente Clarabella.
Minni, arrabbiata per quello che le è successo, ordina al capitano Pietro di trovarle dei moschettieri come guardie del corpo al più presto e questi, rendendosi conto che assumere moschettieri esperti metterebbe a rischio il suo piano, nomina Topolino, Paperino e Pippo moschettieri e li assegna al compito, convinto che la loro inettitudine possa facilitare il rapimento. Inizialmente i tre mostrano delle difficoltà, ma davanti alla responsabilità del loro dovere rifiutano di arrendersi e sconfiggono la Banda Bassotti, i quali avevano rapito Minni e Paperina durante un giro in carrozza con l'intenzione di chiuderle in una torre. Questo fa scoppiare l'amore tra Topolino e Minni.
Rendendosi conto che il trio è più pericoloso di quanto pensasse, Pietro decide di far eliminare separatamente i tre moschettieri e spostare il rapimento di Minni alla sera del giorno dopo, durante l'opera. Poco dopo Clarabella attira con l'inganno Pippo e lo rapisce, mentre Paperino, scappando dalla Banda Bassotti, si ritrova nel covo di Pietro, scoprendo il suo piano e riuscendo a malapena a scampare alla morte da una ghigliottina, per poi avvertire Topolino. Quest'ultimo tenta di convincere Paperino ad affrontare coraggiosamente Pietro, ma il papero, ricordandosi di essersi nascosto quando il trio aveva salvato la principessa, non si sente adeguato e così se ne va, lasciando solo l'amico. Proprio in quell'istante, arriva Pietro che tramortisce Topolino con un pugno e lo porta a Mont Saint-Michel, dove lo rinchiude in una prigione sotterranea che ben presto sarà inondata dall'alta marea.
Nel frattempo, Pippo sta per essere buttato da un ponte da Clarabella, ma tra i due scoppia una travolgente passione d'amore che interrompe le intenzioni omicide della luogotenente, la quale rivela a Pippo il piano di Pietro; subito dopo i due cadono dal ponte, finendo fortunatamente sulla barca di Paperino e salvandosi. Paperino e Pippo arrivano in seguito a Mont Saint-Michel e dopo che il primo riesce a vincere la sua codardia grazie a un rimprovero del Trovatore, riescono a salvare Topolino dall'annegamento. Dopo essersi ritrovati, i protagonisti, dopo un lungo viaggio, arrivano al teatro, dove Minni e Paperina sono state rapite dai Bassotti e chiuse in un baule, mentre uno della banda, travestitosi da Minni, proclama Pietro come nuovo re di Francia.
Durante l'opera, Topolino, Paperino e Pippo lottano sul palco davanti a tutti gli spettatori e riescono a sconfiggere Pietro e la Banda Bassotti, restituendo il trono a Minni; Paperina si innamora di Paperino così come si ricongiungono gli altri innamorati. Alla fine, Topolino, Paperino e Pippo vengono nominati veri moschettieri reali da Minni: finalmente il loro sogno è diventato realtà e tutti vivono per sempre felici e contenti.

## Personaggi e doppiatori
| Personaggio         | Doppiatore originale          | Doppiatore italiano                             |
| ------------------- | ----------------------------- | ----------------------------------------------- |
| Topolino            | Wayne Allwine                 | Alessandro Quarta                               |
| Paperino            | Tony Anselmo                  | Luca Eliani                                     |
| Pippo               | Bill Farmer                   | Roberto Pedicini                                |
| Pluto               | Bill Farmer                   | (originale)                                     |
| Minni               | Russi Taylor                  | Paola Valentini                                 |
| Paperina            | Tress MacNeille               | Laura Lenghi                                    |
| Pietro Gambadilegno | Jim Cummings                  | Massimo Corvo                                   |
| Clarabella          | April Winchell                | Barbara Castracane                              |
| Banda Bassotti      | Jeff Bennett Maurice LaMarche | Roberto Stocchi Antonio Palumbo Marco Bresciani |
| Trovatore           | Rob Paulsen                   | Danilo De Girolamo                              |

## Produzione
Un adattamento de I tre moschettieri con Topolino, Paperino e Pippo fu inizialmente pianificato negli anni ottanta dalla Walt Disney Productions. Nel 1983 gli artisti degli storyboard Steve Hulett e Pete Young svilupparono il progetto con José Carioca come quarto moschettiere, ma esso cadde nel development hell. Nel 2002-2003, in onore del 75º anniversario della nascita di Topolino, fu annunciato che era in sviluppo una featurette intitolata The Search of Mickey Mouse. Il progetto riguardava Topolino che sarebbe stato rapito da forze sconosciute, costringendo Minni ad arruolare Basil di Baker Street per indagare sulla sua scomparsa; Minni avrebbe poi incontrato almeno un personaggio di ogni Classico Disney, tra cui Peter Pan, Robin Hood, Aladdin e Alice. Tuttavia, il progetto ebbe problemi di sceneggiatura a causa dei numerosi cameo e fu abbandonato a favore del recupero di quello sui tre moschettieri.

## Colonna sonora
La colonna sonora del film presenta sette canzoni basate su brani di musica classica come Nell'antro del re della montagna, Sul bel Danubio blu, L'amour est un oiseau rebelle e la Sinfonia n. 5 di Ludwig van Beethoven, reinterpretate con nuovi testi. L'album della colonna sonora, contenente anche una cover di "Three Is a Magic Number" per cui fu realizzato un video musicale, fu pubblicato il 10 agosto 2004 dalla Walt Disney Records. Nel 2018 Topolino, Paperino, Pippo: I tre moschettieri divenne il primo film Disney direct-to-video a vedere pubblicata la propria colonna sonora completa, ad opera della Intrada. Come l'album originale, questa versione contiene tutte le canzoni del film, anche se la maggior parte di esse sono unite ai brani strumentali che le precedono. L'album include anche alcuni brani inutilizzati, mentre "Three Is a Magic Number" viene omessa.

### Tracce
Tranne dove diversamente indicato, i testi sono del supervisore degli storyboard, Chris Otsuki.
1. Rob Paulsen e coro – All for One and One for All – 1:26 (musica: Jacques Offenbach)
2. Rob Paulsen e coro – Love So Lovely – 2:11 (musica: Pëtr Il'ič Čajkovskij)
3. Jim Cummings – Petey's King of France – 1:02 (musica: Edvard Grieg)
4. Rob Paulsen e coro – Sweet Wings of Love – 2:10 (musica: Johann Strauss)
5. Bill Farmer, April Winchell e coro – Chains of Love – 1:43 (musica: Georges Bizet)
6. Rob Paulsen e coro – This Is the End – 1:10 (musica: Ludwig van Beethoven)
7. Jess Harnell e coro – "L'Opera" (excerpts from "The Pirates of Penzance") – 3:45 (testo: W. S. Gilbert – musica: Arthur Sullivan)
8. Stevie Brock, Gregory Raposo e Matt Ballinger – Three Is a Magic Number – 3:27

Durata totale: 16:54

## Distribuzione

### Edizione italiana
Il doppiaggio italiano fu realizzato dalla Royfilm e diretto da Leslie La Penna su dialoghi di Manuela Marianetti. Clarabella viene qui doppiata per l'unica volta da Barbara Castracane in sostituzione della sua doppiatrice abituale Emanuela Baroni. Le canzoni, adattate da Lorena Brancucci, furono incise presso il Forum Music Village da Paolo Cingolani sotto la direzione di Ermavilo.

### Edizioni home video
Il film fu distribuito in VHS e DVD-Video in America del Nord il 17 agosto 2004 e in Italia il 2 settembre. Il DVD include come extra le scene eliminate, il video musicale di "Three Is a Magic Number", le canzoni in versione karaoke, due attività interattive e due brevi dietro le quinte. Il 12 agosto 2014, in occasione del decimo anniversario, il film fu distribuito in America del Nord in un'edizione che comprende Blu-ray Disc, DVD e copia digitale; il BD include come extra le scene eliminate e i dietro le quinte del DVD, un tutorial di ballo sulla canzone "All for One and One for All", le canzoni in versione karaoke e la possibilità di vedere tutto il film in tale versione.

## Accoglienza
Sul sito di recensioni Rotten Tomatoes il film ha ottenuto un punteggio di approvazione del 42% basato su 12 recensioni, con un voto medio di 5/10.

## Riconoscimenti
DVD Exclusive Award alla miglior canzone originale in un film uscito direttamente in DVD per "All For One and One For All".

## Altri media

### Fumetti
L'uscita del film fu promossa anche con l'uscita di un adattamento in albo a fumetti, scritto da David Gerstein e disegnato da Fabrizio Petrossi, la cui traduzione italiana fu pubblicata nel n. 38 della collana Disney Time.

### Videogiochi
Un mondo basato sul film, chiamato Paese dei Moschettieri, appare nel videogioco Kingdom Hearts 3D: Dream Drop Distance. Si tratta dell'unica occasione nella saga di Kingdom Hearts in cui un mondo è basato su un film direct-to-video. Esso viene raffigurato come un periodo del passato di re Topolino, in incognito, e vi appaiono tutti i personaggi del film tranne Paperina, Clarabella e il Trovatore.